# James Hayter
James Edward Hayter (ur. 9 kwietnia 1979 w Sandown) – angielski piłkarz występujący na pozycji napastnika w Yeovil Town.

James Hayter jest strzelcem najszybszego hat-tricka w historii. 24 lutego 2004 roku w meczu ówczesnej Division Two wyczyn ten zajął mu 140 sekund.